# 蔣宗魯
蔣宗魯（1518年—1588年），字道父，號虹泉，貴州普安衛軍籍，直隸應天府溧陽縣人，明朝政治人物。

## 生平
嘉靖十六年（1537年）丁酉科貴州鄉試第十五名舉人，十七年（1538年）戊戌科三甲第七十六名進士。授濬縣知縣，升戶部主事，出為成都府知府，三十一年（1552年）升雲南按察司副使、兵備臨沅，升河南按察使、河南右布政使，三十九年（1560年）九月任都察院右副都御史、巡撫雲南，就雲南採大理石事忤嚴嵩，曾進呈《奏罷石屏疏》，四十一年（1562年）二月被刑科給事中趙灼論劾，四十二年（1563年）三月考察，同年致仕歸里，萬曆十六年（1588年）卒。

## 著作
著有《治濬款議疏草》。

## 家族
曾祖蔣銘；祖父蔣勝，義官；父蔣廷璧，南京國子監學正。前母徐氏、王氏；母羅氏。具慶下。

## 外部連結
- YouTube上的明胥吏的貪腐--明朝亡國 (成都府知府蔣宗魯斷案)
- 蔣宗魯 （页面存档备份，存于）